# A2高速公路 (羅馬尼亞)
A2高速公路（羅馬尼亞語：Autostrada A2），又名太陽高速公路，是羅馬尼亞一條部分通車的高速公路，連接首都布加勒斯特主要港口康斯坦察，完成後全長202公里。
至2012年7月切爾納沃德至梅吉迪亞、長20公里路段，仍然只有雙線雙程開放通車。